# Бідаш Афанасій Іванович
Бідаш Афанасій Іванович (15 січня 1901 року, село Зелене, Єлисаветградський повіт, Херсонська губернія (тепер Кіровоградська область) — 1978, П'ятихатки, Дніпропетровська область, СРСР) — релігійний діяч «нереєстрованих» п'ятидесятників, начальницький єпископ Союзу християн віри євангельської (1948—1978).
В'язень сумління, двічі (1948 та 1957 рр.) засуджений за «контрреволюційну діяльність»; у радянських таборах провів 18 років.У 1988 році Верховний суд Української РСР посмертно реабілітував його та визнав жертвою політичних репресій.
Віруючі нереєстрованих п’ятидесятницьких громад іноді іменувалися «бідашовцями» — за прізвищем Бідаша.

## Біографія

### Ранні роки
Афанасій Іванович Бідаш народився в селі Зелене Єлисаветградського повіту Херсонської губернії (тепер — Петрівський район Кіровоградської області) у селянській родині. Згодом батьки А. Бідаша приєдналися до церкви євангельських християн. Афанасій здобув обов’язкову початкову шестирічну  освіту.
З 1924 році Афанасій Бідаш долучився до п’ятидесятницького руху, а в 1926 року став проповідником Союзу християн віри євангельської . Відомо, що в 1926–1927 роках він перебував на місіонерській праці на Кубані й проповідував у п’ятидесятницьких церквах Батайська, Ростова-на-Дону та інших населених пунктах.
У 1929 році Афанасій Бідаш переїхав до міста П’ятихатки, де працював на залізниці. У 1931 році старший пресвітер Дніпропетровської області М. С. Бут рукопоклав його на пресвітерське служіння. Після арешту Правління Союзу ХЄВ (1930) та арештів М. Бута і Д. Пономарчука (1932) союз п’ятидесятників вимушений був існувати підпільно.У 1932 році молитовний будинок п’ятидесятників у П’ятихатках було закрито, і громада де пресвітером був Бідаш, почала проводити нелегальні богослужіння по домівках. Неофіційно місто П’ятихатки Дніпропетровської області стало на той час центром п’ятидесятницького руху, оскільки тут проживав Гаврило Понурко, який залишався на волі та виконував обов’язки керівника Союзу ХЄВ до свого арешту в 1935 році. Навесні 1933 року Афанасія Бідаша було вперше заарештовано й ув’язнено на два з половиною місяці.

### Єпископальна церква ХВЄ
У 1941 році через стан здоров’я Афанасія Бідаша не мобілізували до Червоної армії, тому він залишився в П’ятихатках під час окупації. Працював продавцем, касиром, а згодом — завідувачем лісовим складом Райупросоюзу.
Невдовзі німецька влада дозволила п’ятидесятницькій громаді П’ятихаток відновити відкриті богослужіння. Одночасно постало питання про відновлення діяльності Союзу ХЄВ. А.  Бідаш став одним із організаторів з’їзду п’ятидесятницьких служителів, що відбувся 1 листопада 1942 року в П’ятихатках. На цьому з’їзді було проголошено відтворення Єпископальної церкви ХВЄ. Єпископом (головою) церкви обрали Гаврила Понурка, а Афанасія Бідаша — другим заступником голови. Згодом його обрали першим заступником. У 1944 році Гаврило Понурко рукопоклав А. Бідаша на єпископське служіння. Протягом усього цього часу він залишався пресвітером помісної церкви міста П’ятихатки.

### Серпнева угода 1945 року
Під тиском радянської влади у серпні 1945 року Афанасій Бідаш і Д. І. Пономарчук розпочали переговори щодо об’єднання з Всесоюзною радою євангельських християн і баптистів (ВСЄХБ). Переговори завершилися 24 серпня підписанням так званої «Серпневої угоди», яка об’єднувала баптистів, віруючих Союзу ХЄВ і  Всепольського союзу ХВЄ (від імені останнього угоду підписали І. К. Панько та С. І. Вашкевич).
Невиконання угоди на місцях і подальший тиск на п’ятидесятників з боку баптистів спричинили масовий вихід громад із ВСЄХБ. У лютому 1947 року в Києві Афанасій Бідаш провів нараду п’ятидесятницьких служителів, незгодних із Серпневою угодою. 16–17 березня 1948 року в Дніпродзержинську під керівництвом А. Бідаша відбулася розширена нарада служителів ХЄВ, на якій фактично було проголошено створення окремого союзу. Відразу після завершення з’їзду всі 16 учасників були заарештовані та згодом засуджені до різних термінів тюремного ув’язнення.
Афанасія Бідаша було заочно засуджено Особливою нарадою при Міністерстві держбезпеки СРСР за пунктом 10 статті 54 Кримінального кодексу Української РСР до десяти років позбавлення волі. Покарання він відбував в Інті, Комі АРСР. У таборі часто перебував у закритій камері для інвалідів, що негативно позначилося на його здоров’ї.

### Союз ХЄВ
Завдяки хрущовській відлизі Афанасій Бідаш був достроково звільнений «за хворобою» 27 листопада 1955 року й фактично одразу очолив рух нереєстрованих п’ятидесятницьких громад.
Разом із С. І. Маріним, К. С. Кружком і В. С. Шепелем Афанасій Бідаш допрацював догмати віровчення ХЄВ, взявши за основу документ, підготований Іваном Воронаєвим. До червня 1956 року в місті П’ятихатки було відновлено «керівний центр», а 15–20 серпня 1956 року в Харкові відбулася підпільна нарада служителів, що прийняла «Коротке Віровчення Християн Євангельської Віри, котрі перебувають у СРСР», й відновила незалежний Союз п’ятидесятників. У зв’язку зі стихійним об’єднанням п’ятидесятників Західної та Східної України було прийнято загальну назву для членів цього релігійного руху — християни віри євангельської.
Восени 1956 року Афанасій Бідаш перебував у Москві, домагаючись реєстрації Союзу ХВЄ. У цей час він тричі (13 жовтня, 25 жовтня, 12 листопада) був прийнятий у Раді у справах релігійних культів, проводив зустрічі з керівництвом ВСЄХБ, брав участь у засіданні Президії ВСЄХБ і навіть звертався з заявою на ім’я голови Президії Верховної Ради СРСР К. Є. Ворошилова. Незважаючи на вжиті зусилля, радянська влада відмовилася реєструвати Союз ХВЄ.
Повертаючись з Москви додому у П'ятихатки, Бідаш відвідав громади п'ятидесятників у Молдавії, Краснодарському краї, й ряд областей України із закликом до підпільного служіння.
Афанасія Бідаша знову було заарештовано 20 січня 1957 року. У травні 1957 року судова колегія у кримінальних справах Дніпропетровського обласного суду розглянула його справу й засудила до 10 років ув’язнення з конфіскацією всього майна та поразкою в правах строком на  5 років після відбуття покарання. Відбував покарання Афанасій Бідаш в Особливому таборі № 3 Дубравлагу в Мордовії. Звільнився 20 січня 1967 року.
Після звільнення, у 1967 році, А. Бідаш сформував Раду єпископів із Правлінням і Начальницьким єпископом. Згодом об'єднання під керівництвом Бідаша називалося Київським єпископатом. В останні роки життя Бідаш відійшов від управління братством; на Раді єпископів по черзі головували єпископи, які перебували на волі.
Афанасій Іванович Бідаш помер у П’ятихатках у 1978 році у віці 77 років.